# Hypomyces lateritius
Hypomyces lateritius (en inglés gillgobbler, devoraláminas) es un hongo ascomiceto microscópico que parasita algunas setas del género Lactarius, mejorando su sabor y densificando la carne. Los anfitriones incluyen L. camphoratus, L. chelidonium, L. controversus, L. deliciosus (níscalo), L. indigo, L. rufus, L. salmonicolor, L. sanguifluus, L. semisanguifluus, L. tabidus, L. trivialis, y L. vinosus.

El hongo causa la formación de un subículo blancuzco macroscópico sobre el himenio de su especie anfitriona, impidiendo la formación de las agallas. La presencia de H. lateritius también suele deformar sombrero y estipe. La parasitización por H. lateritius no evita que se forme látex cuando se corta la carne de la especie anfitriona.